# 4.º Comando de Defensa Aérea
El 4° Comando de Defensa Aérea (4. Luftverteidigungs-Kommando) fue una unidad de la Luftwaffe durante la Segunda Guerra Mundial.

## Historia
Fue formado el 1 de agosto de 1939 en Düsseldorf bajo el Comando de Defensa Aérea Dusseldorf. En noviembre de 1939, el 65° Regimiento Antiaéreo se adhiere al comando. El 31 de octubre de 1939, el Mayor general Maximilian von Renz asume el mando hasta el 6 de marzo de 1941. A mediados de abril de 1941, la defensa aérea de las zonas afectadas fue reestructurada, de modo que se limitó a partir de este punto del enfoque de defensa a Düsseldorf, Duisburg y Essen. El 8 de marzo de 1941 asume el mando el General Gerhard Hoffmann. El 1 de septiembre de 1941 fue reasignado a la 4.ª División Antiaérea.

## Comandantes
- Mayor general Kurt Steudemann - (1 de agosto de 1938 - 31 de octubre de 1939)
- Mayor general Otto-Wilhelm von Renz - (31 de octubre de 1939 - 1 de marzo de 1941)
- Teniente General Gerhard Hoffmann, (1 de marzo de 1941 - 31 de agosto de 1941)

### Jefe de Estado Mayor
- Mayor Schwertfeger - (1 de julio de 1938 - 24 de agosto de 1939)
- Teniente coronel Eberhardt Lüdeke - (24 de agosto de 1939 - 1 de septiembre de 1939)
- Teniente coronel Curt Röhr - (1 de septiembre de 1939 - 30 de octubre de 1939)
- Teniente coronel Wolfgang Pickert - (30 de octubre de 1939 - 25 de junio de 1940)
- Mayor Friedrich-Wilhelm Böhme - (25 de junio de 1940 - 21 de octubre de 1940)
- Mayor Joachim Schneider - (21 de octubre de 1940 - 15 de febrero de 1941)
- Mayor Friedrich Herzberg - (15 de febrero de 1941 - 1 de septiembre de 1941)

## Área de Operaciones

### 1940
| Fecha      | Cuerpos Aéreos/Cuerpos Antiaéreos | Comandos de los Distritos Aéreos/Flotas Aéreas | Lugar      |
| 1 de enero | -                                 | VI Comando Administrativo Aéreo                | Düsseldorf |

### 1941
| Fecha      | Cuerpos Aéreos/Cuerpos Antiaéreos | Comandos de los Distritos Aéreos/Flotas Aéreas | Lugar      |
| 1 de enero | -                                 | VI Comando Administrativo Aéreo                | Düsseldorf |

## Orden de Batalla
Organización del 1 de septiembre de 1939:
- 4° Regimiento Antiaéreo (Grupo Antiaéreo Dortmund)
- 14° Regimiento Antiaéreo (Grupo Antiaéreo Köln)
- 24° Regimiento Antiaéreo (Grupo Antiaéreo Düsseldorf)
- 44° Regimiento Antiaéreo (Grupo Antiaéreo Essen)
- 64° Regimiento Antiaéreo (Grupo Antiaéreo Duisburg)
- 3° Batallón de Defensa Aérea de Comunicaciones

Organización del 1 de agosto de 1941 en Düsseldorf:
- 24° Regimiento Antiaéreo (o) (Grupo Antiaéreo Düsseldorf)
- 44° Regimiento Antiaéreo (o) (Grupo Antiaéreo Essen)
- 46° Regimiento Antiaéreo (o) (Grupo Antiaéreo Dorsten)
- 64° Regimiento Antiaéreo (o) (Grupo Antiaéreo Duisburg)
- 74° Regimiento Antiaéreo de Proyectores (o) (Grupo Antiaéreo de Proyectores Duisburg)
- 4° Batallón Aéreo de Comunicaciones